# Ante Žanetić
Ante Žanetić (Blato, 1936. november 18. – Wollongong, 2014. december 18.) olimpiai bajnok és Európa-bajnoki ezüstérmes horvát labdarúgó.
A jugoszláv válogatott tagjaként részt vett az 1960. évi nyári olimpiai játékokon és az 1960-as Európa-bajnokságon.

## Sikerei, díjai
Hajduk Split
- Jugoszláv bajnok (1): 1954–55

Jugoszlávia
- Olimpiai bajnok (1): 1960
- Európa-bajnoki ezüstérmes (1): 1960